# Alucita entoprocta
Alucita entoprocta är en fjärilsart som beskrevs av Erich Martin Hering 1917. Alucita entoprocta ingår i släktet Alucita och familjen mångfliksmott, (Alucitidae). Inga underarter finns listade i Catalogue of Life.